# 茨城県道280号南指原岩間停車場線

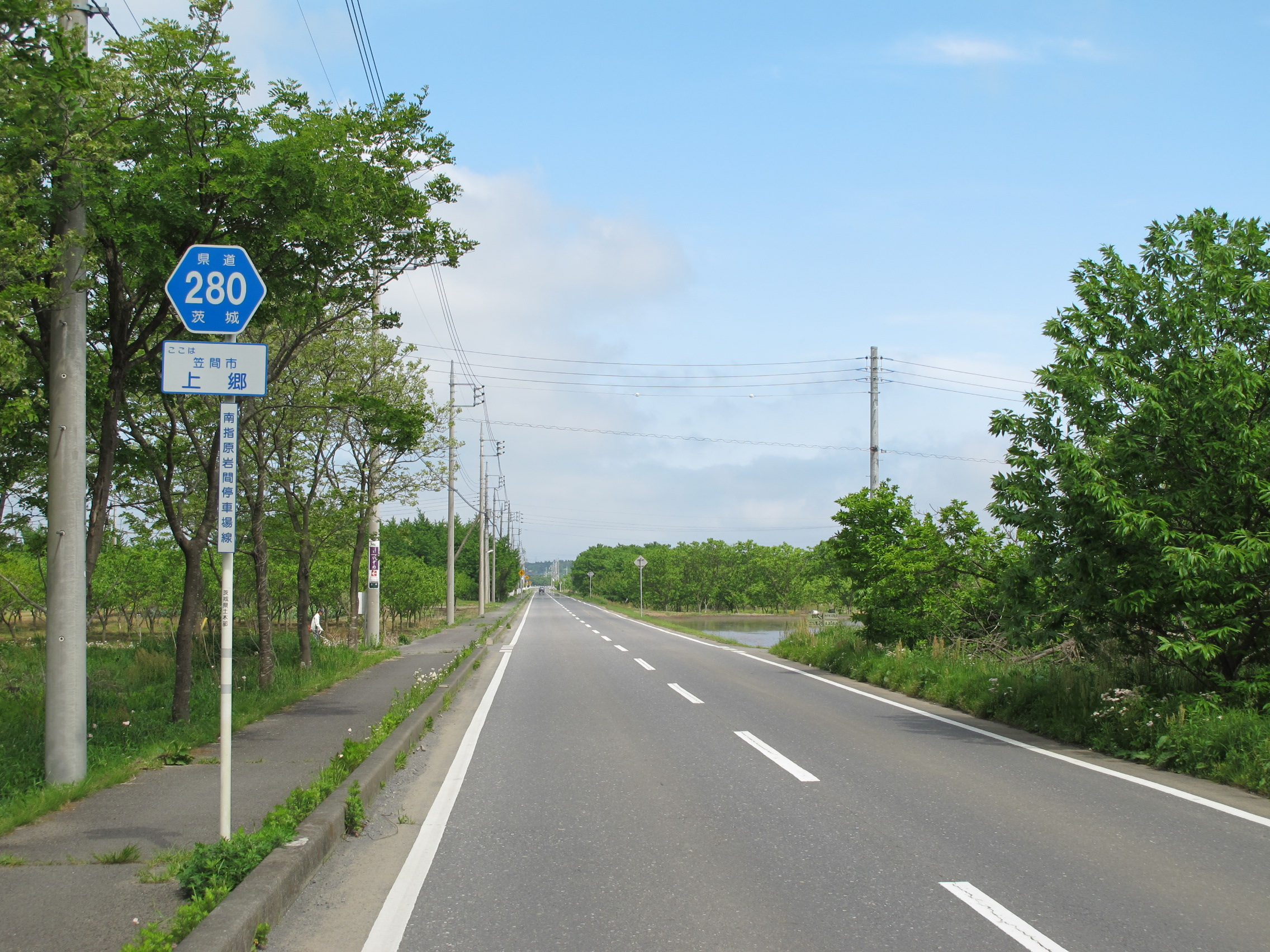
茨城県道280号南指原岩間停車場線
・笠間市上郷（2013年5月12日撮影）

茨城県道280号南指原岩間停車場線（いばらきけんどう280ごう なじはら いわまていしゃじょうせん）は、茨城県笠間市内を通る県道で、JR常磐線岩間駅に接続する道路である。

## 路線概要
笠間市内の国道355号「上郷入口」交差点より分岐し単独区間となる。笠間市上郷地区を東西に延びる同地区の生活道路となっている。上郷地区の平坦な田園風景を通過すると山道を登ってゆくが、岩間砕石（株）過ぎあたりで現在行き止まりとなっている。

### 路線データ
- 起点：笠間市本戸（茨城県道42号笠間つくば線分岐）
- 終点：笠間市下郷（茨城県道30号水戸岩間線交点、岩間駅）
- 総延長：7.082 km[1]
- 重用延長：なし[1]
- 未供用延長：なし[1]
- 実延長：7.082 km[1]
- 自動車交通不能区間延長[注釈 1]：1.117 km[1]

※笠間市本戸の起点より笠間市上郷までの区間（距離：1.117km）は通行不能となっている。

## 歴史
1968年（昭和43年）笠間市大字本戸の県道小見笠間線分岐を起点とし、西茨城郡岩間町大字下郷の岩間停車場の終点まで至る区間を茨城県が県道路線認定した。1995年（平成7年）に、整理番号変更により現在の整理番号280となり、現在に至る。

### 年表
- 1895年（明治28年）11月4日：岩間駅が開業する。
- 1968年（昭和43年）12月12日
  - 町道、林道が昇格し、県道南指原岩間停車場線として路線認定される[2]。
  - 道路区域を笠間市大字本戸 県道小見笠間線交点から西茨城郡岩間町大字下郷 岩間停車場までに指定、供用開始[3]。
- 1976年（昭和51年）9月13日：西茨城郡岩間町大字上郷 - 同町大字下郷（県道石岡笠間線交点、現国道355号）の旧道（2.11 km）から道路拡幅改良バイパス（2.704 km）へ付替え供用開始[4]。
- 1995年（平成7年）3月30日：整理番号380から現在の番号（整理番号280）に変更される[5]。

## 重複区間
- 国道355号の笠間市下郷の交点から同所の県道30号交点までの区間
- 茨城県道30号水戸岩間線の笠間市下郷の国道355号交点から岩間駅（終点）までの区間

## 地理
起点付近は、笠間市大字本戸の道祖神峠（茨城県道42号交点）から同市岩間地区の上郷までの未整備区間は、吾国・愛宕県立自然公園の愛宕地区を通過する車道として計画されている。上郷地区から国道355号に至る下郷地区までの間は、農耕地が沿道に広がる平坦な直線路が続く。

### 通過する自治体
- 茨城県
  - 笠間市

### 交差する道路
- 茨城県道42号笠間つくば線
- 国道355号（笠間市下郷）
- 茨城県道30号水戸岩間線（笠間市下郷）

### 沿線
- JR常磐線岩間駅
- 岩間砕石株式会社
- 石岡ゴルフ倶楽部ウエストコース